# Eleições regionais na Catalunha (1980)
As eleições regionais na Catalunha de 1980 foram realizadas a 20 de Março e, foram as primeiras eleições regionais na Catalunha.
Os resultados deram a vitória à Convergência e União, liderada por Jordi Pujol, ao conquistar 27,8% dos votos e 43 deputados. Apesar desta vitória, Convergência e União, não tinha maioria no Parlamento da Catalunha.
O primeiro governo regional da Catalunha, apesar de tudo, foi formado por Convergência e União, graças ao apoio parlamentar da União de Centro Democrático e da Esquerda Republicana da Catalunha.

## Resultados Oficiais
| Partidos                | Partidos                                  | Votos     | %               | Deputados |
| ----------------------- | ----------------------------------------- | --------- | --------------- | --------- |
|                         | Convergência e União                      | 752 943   | 27,83 / 100,00  | 43 / 135  |
|                         | Partido dos Socialistas da Catalunha      | 606 717   | 22,43 / 100,00  | 33 / 135  |
|                         | Partido Socialista Unificado da Catalunha | 507 753   | 18,77 / 100,00  | 25 / 135  |
|                         | União de Centro Democrático               | 286 922   | 10,61 / 100,00  | 18 / 135  |
|                         | Esquerda Republicana da Catalunha         | 240 871   | 8,90 / 100,00   | 14 / 135  |
|                         | Partido Andaluz da Catalunha              | 71 841    | 2,66 / 100,00   | 2 / 135   |
|                         | Solidariedade Catalã                      | 64 004    | 2,37 / 100,00   | 0 / 135   |
|                         | Nacionalistas de Esquerda                 | 44 798    | 1,66 / 100,00   | 0 / 135   |
|                         | Unidade pelo Socialismo                   | 33 086    | 1,22 / 100,00   | 0 / 135   |
|                         | Força Nova                                | 27 807    | 1,03 / 100,00   | 0 / 135   |
|                         | Outros                                    | 50 711    | 1,88 / 100,00   | 0 / 135   |
| Votos inválidos         | Votos inválidos                           | 31 435    | 1,16 / 100,00   |           |
| Total                   | Total                                     | 2 718 888 | 100,00 / 100,00 | 135 / 135 |
| Eleitorado/Participação | Eleitorado/Participação                   | 4 432 776 | 61,34 / 100,00  |           |
| Fonte                   | Fonte                                     | [ 1 ]     | [ 1 ]           | [ 1 ]     |

## Resultados por províncias
| Província | %     | D   | %     | D   | %     | D    | %     | D   | %     | D   | %    | D   | D   | Votantes  |
| Província | CiU   | CiU | PSC   | PSC | PSUC  | PSUC | UCD   | UCD | ERC   | ERC | PSA  | PSA | D   | Votantes  |
| --------- | ----- | --- | ----- | --- | ----- | ---- | ----- | --- | ----- | --- | ---- | --- | --- | --------- |
| Barcelona | 27,24 | 26  | 23,17 | 22  | 20,81 | 20   | 8,17  | 7   | 8,30  | 8   | 3,03 | 2   | 85  | 2 104 767 |
| Girona    | 37,12 | 7   | 19,64 | 4   | 9,34  | 1    | 15,16 | 3   | 10,64 | 2   | 1,32 | -   | 17  | 228 775   |
| Lérida    | 28,24 | 5   | 19,27 | 3   | 10,61 | 1    | 23,39 | 4   | 12,23 | 2   | 0,66 | -   | 15  | 160 644   |
| Tarragona | 23,58 | 5   | 20,55 | 4   | 15,07 | 3    | 19,67 | 4   | 10,43 | 2   | 1,95 | -   | 18  | 224 702   |
| Catalunha | 27,83 | 43  | 22,43 | 33  | 18,77 | 25   | 10,61 | 18  | 8,90  | 14  | 2,66 | 2   | 135 | 2 718 888 |

### Barcelona
| Partidos                | Partidos                                  | Votos     | %               | Deputados |
| ----------------------- | ----------------------------------------- | --------- | --------------- | --------- |
|                         | Convergência e União                      | 570 670   | 27,24 / 100,00  | 26 / 85   |
|                         | Partido dos Socialistas da Catalunha      | 485 324   | 23,17 / 100,00  | 22 / 85   |
|                         | Partido Socialista Unificado da Catalunha | 435 887   | 20,81 / 100,00  | 20 / 85   |
|                         | Esquerda Republicana da Catalunha         | 173 815   | 8,30 / 100,00   | 8 / 85    |
|                         | União de Centro Democrático               | 171 122   | 8,17 / 100,00   | 7 / 85    |
|                         | Partido Andaluz da Catalunha              | 63 442    | 3,03 / 100,00   | 2 / 85    |
|                         | Solidariedade Catalã                      | 53 967    | 2,58 / 100,00   | 0 / 85    |
|                         | Nacionalistas de Esquerda                 | 32 324    | 1,54 / 100,00   | 0 / 85    |
|                         | Unidade pelo Socialismo                   | 28 499    | 1,36 / 100,00   | 0 / 85    |
|                         | Outros                                    | 65 232    | 3,12 / 100,00   | 0 / 85    |
| Votos inválidos         | Votos inválidos                           | 24 485    | 1,16 / 100,00   |           |
| Total                   | Total                                     | 2 104 767 | 100,00 / 100,00 | 85 / 85   |
| Eleitorado/Participação | Eleitorado/Participação                   | 3 444 779 | 61,10 / 100,00  |           |

### Girona
| Partidos                | Partidos                                  | Votos   | %               | Deputados |
| ----------------------- | ----------------------------------------- | ------- | --------------- | --------- |
|                         | Convergência e União                      | 84 451  | 37,12 / 100,00  | 7 / 17    |
|                         | Partido dos Socialistas da Catalunha      | 44 691  | 19,64 / 100,00  | 4 / 17    |
|                         | União de Centro Democrático               | 34 482  | 15,16 / 100,00  | 3 / 17    |
|                         | Esquerda Republicana da Catalunha         | 24 201  | 10,64 / 100,00  | 2 / 17    |
|                         | Partido Socialista Unificado da Catalunha | 21 253  | 9,34 / 100,00   | 1 / 17    |
|                         | Nacionalistas de Esquerda                 | 5 427   | 2,39 / 100,00   | 0 / 17    |
|                         | Solidariedade Catalã                      | 3 288   | 1,45 / 100,00   | 0 / 17    |
|                         | Partido Andaluz da Catalunha              | 2 992   | 1,32 / 100,00   | 0 / 17    |
|                         | Força Nova                                | 2 323   | 1,02 / 100,00   | 0 / 17    |
|                         | Outros                                    | 3 140   | 1,37 / 100,00   | 0 / 17    |
| Votos inválidos         | Votos inválidos                           | 2 527   | 1,11 / 100,00   |           |
| Total                   | Total                                     | 228 775 | 100,00 / 100,00 | 17 / 17   |
| Eleitorado/Participação | Eleitorado/Participação                   | 337 842 | 67,72 / 100,00  |           |

### Lérida
| Partidos                | Partidos                                  | Votos   | %               | Deputados |
| ----------------------- | ----------------------------------------- | ------- | --------------- | --------- |
|                         | Convergência e União                      | 45 162  | 28,24 / 100,00  | 5 / 15    |
|                         | União de Centro Democrático               | 37 405  | 23,39 / 100,00  | 4 / 15    |
|                         | Partido dos Socialistas da Catalunha      | 30 812  | 19,27 / 100,00  | 3 / 15    |
|                         | Esquerda Republicana da Catalunha         | 19 565  | 12,23 / 100,00  | 2 / 15    |
|                         | Partido Socialista Unificado da Catalunha | 16 968  | 10,61 / 100,00  | 1 / 15    |
|                         | Nacionalistas de Esquerda                 | 2 880   | 1,80 / 100,00   | 0 / 15    |
|                         | Força Nova                                | 2 075   | 1,30 / 100,00   | 0 / 15    |
|                         | Outros                                    | 4 141   | 2,59 / 100,00   | 0 / 15    |
| Votos inválidos         | Votos inválidos                           | 1 636   | 1,02 / 100,00   |           |
| Total                   | Total                                     | 160 644 | 100,00 / 100,00 | 15 / 15   |
| Eleitorado/Participação | Eleitorado/Participação                   | 270 647 | 59,36 / 100,00  |           |

### Tarragona
| Partidos                | Partidos                                  | Votos   | %               | Deputados |
| ----------------------- | ----------------------------------------- | ------- | --------------- | --------- |
|                         | Convergência e União                      | 52 660  | 23,58 / 100,00  | 5 / 18    |
|                         | Partido dos Socialistas da Catalunha      | 45 890  | 20,55 / 100,00  | 4 / 18    |
|                         | União de Centro Democrático               | 43 913  | 19,67 / 100,00  | 4 / 18    |
|                         | Partido Socialista Unificado da Catalunha | 33 645  | 15,07 / 100,00  | 3 / 18    |
|                         | Esquerda Republicana da Catalunha         | 23 290  | 10,43 / 100,00  | 2 / 18    |
|                         | Solidariedade Catalã                      | 6 749   | 3,02 / 100,00   | 0 / 18    |
|                         | Partido Andaluz da Catalunha              | 4 345   | 1,95 / 100,00   | 0 / 18    |
|                         | Nacionalistas de Esquerda                 | 4 167   | 1,87 / 100,00   | 0 / 18    |
|                         | Força Nova                                | 3 335   | 1,49 / 100,00   | 0 / 18    |
|                         | Unidade pelo Socialismo                   | 2 255   | 1,01 / 100,00   | 0 / 18    |
|                         | Outros                                    | 1 666   | 0,75 / 100,00   | 0 / 18    |
| Votos inválidos         | Votos inválidos                           | 2 787   | 1,24 / 100,00   |           |
| Total                   | Total                                     | 224 702 | 100,00 / 100,00 | 18 / 18   |
| Eleitorado/Participação | Eleitorado/Participação                   | 379 508 | 59,21 / 100,00  |           |

## Resultados por Comarcas
Os resultados apresentados referem-se aos partidos que, pelo menos, obtiveram 1,00% dos votos: 
| Comarca           | %     | %     | %     | %     | %     | %    | %    | %    | %    | %    | Votantes  |
| Comarca           | CiU   | PSC   | PSUC  | UCD   | ERC   | PAC  | SC   | NE   | UPS  | FN   | Votantes  |
| ----------------- | ----- | ----- | ----- | ----- | ----- | ---- | ---- | ---- | ---- | ---- | --------- |
| Alt Camp          | 33,80 | 18,48 | 12,02 | 12,88 | 14,38 | 1,47 | 1,25 | 3,24 | 0,40 | 1,09 | 17 426    |
| Alt Empordà       | 30,97 | 23,02 | 5,77  | 18,82 | 12,21 | 1,53 | 2,62 | 2,37 | 0,51 | 0,86 | 38 943    |
| Alt Penedès       | 34,73 | 27,09 | 8,79  | 9,66  | 9,00  | 1,65 | 2,16 | 1,29 | 1,00 | 0,67 | 32 165    |
| Alt Urgell        | 36,40 | 19,20 | 8,46  | 24,10 | 7,23  | 0,78 | -    | 1,11 | 0,34 | 1,11 | 8 546     |
| Alta Ribagorça    | 13,01 | 27,84 | 8,30  | 40,80 | 3,98  | 1,59 | -    | 0,28 | 0,68 | 1,19 | 1 769     |
| Anoia             | 37,92 | 26,55 | 10,69 | 7,51  | 7,84  | 1,98 | 2,26 | 1,05 | 0,64 | 0,74 | 37 661    |
| Bages             | 37,85 | 21,21 | 14,86 | 8,18  | 7,32  | 1,39 | 2,95 | 2,80 | 0,41 | 0,73 | 79 198    |
| Baix Camp         | 26,33 | 20,28 | 13,56 | 14,85 | 15,21 | 2,55 | 1,80 | 2,10 | 0,88 | 1,23 | 49 217    |
| Baix Ebre         | 17,54 | 19,24 | 13,55 | 28,30 | 5,96  | 0,59 | -    | 1,12 | 1,04 | 1,09 | 26 457    |
| Baix Empordà      | 32,59 | 19,25 | 12,47 | 14,37 | 13,91 | 1,53 | 1,43 | 2,07 | 0,50 | 0,60 | 40 007    |
| Baix Llobregat    | 19,17 | 25,99 | 31,29 | 5,99  | 5,21  | 4,41 | 0,86 | 1,25 | 2,00 | 0,69 | 236 384   |
| Baix Penedès      | 33,86 | 31,35 | 8,40  | 11,14 | 7,01  | 2,18 | 1,12 | 1,64 | 1,16 | 0,82 | 14 049    |
| Barcelonès        | 25,07 | 23,57 | 19,88 | 9,08  | 9,36  | 3,01 | 3,13 | 1,51 | 1,51 | 1,17 | 1 129 883 |
| Berguedà          | 41,51 | 13,01 | 11,33 | 11,07 | 11,02 | 1,16 | 2,98 | 4,17 | 0,26 | 0,51 | 22 476    |
| Cerdanha          | 39,76 | 16,58 | 4,71  | 25,42 | 7,44  | 1,08 | 1,18 | 0,74 | 0,44 | 1,46 | 5 979     |
| Conca de Barberà  | 34,69 | 14,12 | 16,85 | 18,23 | 8,30  | 0,83 | 1,71 | 1,98 | 0,71 | 1,40 | 9 240     |
| Garraf            | 20,65 | 29,81 | 17,78 | 10,91 | 9,98  | 2,25 | 1,42 | 1,22 | 1,02 | 1,09 | 32 429    |
| Garrigues         | 25,63 | 20,26 | 10,96 | 20,63 | 14,95 | 0,29 | -    | 5,06 | 0,30 | 0,54 | 10 549    |
| Garrotxa          | 42,02 | 15,87 | 6,30  | 15,66 | 10,92 | 0,50 | 0,89 | 3,72 | 0,70 | 1,60 | 24 768    |
| Gironès           | 36,97 | 21,71 | 11,65 | 13,04 | 7,90  | 1,58 | 1,24 | 2,79 | 0,58 | 1,32 | 54 405    |
| Maresme           | 36,56 | 20,25 | 14,92 | 8,23  | 8,70  | 3,52 | 2,09 | 1,11 | 0,84 | 0,76 | 117 759   |
| Montsià           | 13,06 | 25,78 | 17,39 | 32,79 | 4,54  | 0,33 | 2,77 | 1,00 | 0,37 | 1,08 | 22 819    |
| Noguera           | 27,80 | 16,09 | 12,02 | 25,02 | 12,90 | 0,56 | -    | 1,36 | 0,39 | 2,20 | 16 998    |
| Osona             | 44,53 | 11,96 | 8,97  | 8,84  | 13,02 | 1,30 | 3,68 | 4,00 | 0,43 | 0,69 | 58 332    |
| Pallars Jussà     | 40,84 | 14,09 | 6,08  | 21,88 | 11,18 | 0,68 | -    | 3,20 | 0,51 | 0,43 | 6 866     |
| Pallars Sobirà    | 29,55 | 18,47 | 4,35  | 22,64 | 21,14 | 0,14 | -    | 1,11 | 0,53 | 0,82 | 2 839     |
| Pla de l'Estany   | 42,80 | 13,53 | 5,72  | 12,76 | 17,87 | 0,58 | 1,66 | 2,62 | 0,41 | 0,99 | 10 260    |
| Pla d'Urgell      | 24,45 | 15,65 | 10,08 | 24,42 | 18,03 | 0,53 | -    | 2,20 | 1,28 | 1,56 | 13 628    |
| Priorat           | 19,21 | 17,12 | 16,35 | 26,89 | 12,43 | 0,41 | 0,81 | 3,50 | 0,46 | 1,78 | 5 879     |
| Ribera d'Ebre     | 19,51 | 16,79 | 16,85 | 21,80 | 13,13 | 2,57 | 2,10 | 2,83 | 0,80 | 2,23 | 11 793    |
| Ripollès          | 38,43 | 19,93 | 9,13  | 16,20 | 9,87  | 0,81 | 1,11 | 1,69 | 0,37 | 1,13 | 16 217    |
| Segarra           | 38,48 | 7,84  | 7,25  | 25,69 | 13,84 | 0,47 | -    | 1,48 | 0,47 | 2,84 | 8 287     |
| Segrià            | 22,03 | 24,00 | 14,26 | 22,03 | 11,16 | 0,82 | -    | 1,60 | 0,83 | 1,09 | 66 891    |
| Selva             | 42,68 | 18,19 | 10,05 | 13,39 | 8,37  | 1,48 | 1,07 | 1,73 | 0,64 | 0,75 | 39 011    |
| Solsonès          | 47,28 | 7,04  | 2,57  | 31,76 | 6,73  | 0,71 | -    | 1,05 | 0,46 | 0,69 | 5 232     |
| Tarragonès        | 22,86 | 20,32 | 18,17 | 15,68 | 10,38 | 3,12 | 2,34 | 1,66 | 1,71 | 1,82 | 60 667    |
| Terra Alta        | 17,75 | 13,77 | 11,49 | 38,42 | 7,02  | 0,38 | 4,23 | 1,56 | 0,30 | 4,36 | 7 155     |
| Urgell            | 37,62 | 15,80 | 3,81  | 23,28 | 14,49 | 0,45 | -    | 1,31 | 0,51 | 1,04 | 14 881    |
| Vale de Aran      | 29,44 | 26,35 | 6,87  | 26,67 | 3,21  | 0,63 | -    | 0,91 | 0,44 | 3,61 | 2 529     |
| Vallès Occidental | 27,24 | 22,36 | 27,99 | 5,50  | 5,69  | 2,77 | 2,19 | 1,33 | 1,42 | 0,60 | 259 024   |
| Vallès Oriental   | 34,34 | 23,01 | 17,13 | 7,77  | 6,67  | 3,81 | 1,52 | 1,07 | 0,65 | 0,96 | 100 281   |
| Catalunha         | 27,83 | 22,43 | 18,77 | 10,61 | 8,90  | 2,66 | 2,37 | 1,66 | 1,22 | 1,03 | 2 718 888 |